# Ješek Kropáč z Holštejna

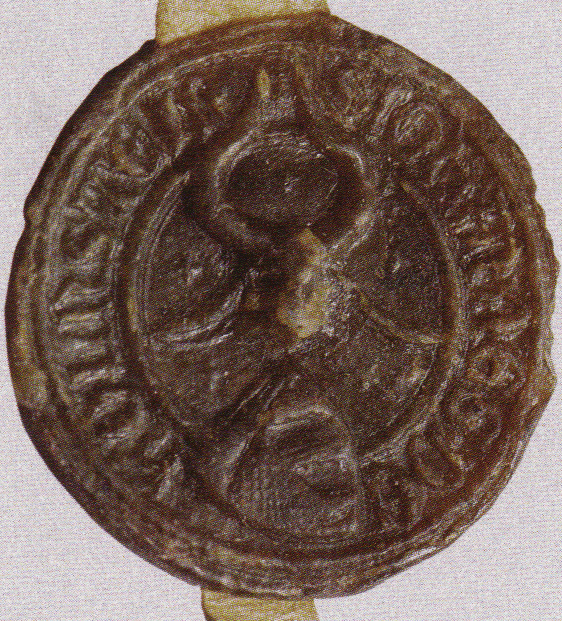
Pečeť Ješka Kropáče z roku 1374

Ješek Kropáč z Holštejna byl moravský pán z rodu pánů z Holštejna, zakladatel větve Kropáčů z Holštejna.
Otcem Ješka Kropáče byl Vok I. z Holštejna. Poprvé se Ješek objevuje v písemných pramenech roku 1366, kdy uzavřel spolek se svými bratry Půtou a Štěpánem. Od roku 1374 se Ješek z Holštejna začíná uvádět jako Ješek Kropáč. Roku 1377 se uvádí s predikátem "z Dětkovic" a jeho sídlem je tedy tvrz Dětkovice. Kupuje postupně různé vsi a roku 1379 kupuje konické panství čítající 14 vsí s hradem Grünbergem a tvrzí a městečkem Konice. Ješek dále rozšiřoval své panství, roku 1377 koupil hrad Myslejovice se vsí. Roku 1379 nechal zapsal věno své manželce Anně na městečku Konice. Naposledy se Ješek Kropáč připomíná 17. ledna 1381 při koupi vsí a jejich částí. Roku 1382 byl již nebožtíkem. Zanechal po sobě dva syny, jedním z nich byl Štěpán Kropáč z Holštejna, jméno druhého není známo.